# Quintín de Vermand
San Quintín (en francés: Saint Quentin), también conocido como Sanctus Quintinus (m. 287 d. C.) según la tradición, fue un mártir romano y santo católico. No se conocen muchos detalles acerca de su vida; se afirma que era el hijo de un senador romano llamado Zeno y que fue martirizado en la Galia, a donde viajó como misionero en compañía de San Luciano de Beauvais.
Quintín se estableció en Amiens, donde se cuenta que habría realizado muchos milagros. Debido a sus actividades como predicador, fue detenido por el prefecto romano Rictiovarus, con la intención de conducirlo a Reims, a la sazón la capital de la Gallia Belgica para juzgarlo, más al pasar pora la población galorromana de Augusta Viromanduorum (hoy condado de Vermand, Picardía) escapó milagrosamente y continuó su predicación. Nuevamente apresado, fue torturado, decapitado y arrojado al río Somme.
Sus restos fueron recuperados, según la tradición, por una acaudalada ciega de nombre Eusebia. Llevando las reliquias a enterrar fuera de la ciudad, los bueyes que tiraban del carro se detuvieron en lo alto de una colina. Eusebia, tomándolo como signo de la voluntad divina, erigió ahí una capilla que con el tiempo se convertiría en la basílica de Saint-Quentin, y la ciudad de Augusta Viromanduorvm pasó con el tiempo a llamarse San Quintín.
Su fiesta se celebra el 31 de octubre y es el santo patrón de los cerrajeros.